# Biebersteinia
Biebersteinia ist die einzige Gattung der Familie Biebersteiniaceae innerhalb der Ordnung der Seifenbaumartigen (Sapindales). Die vier bis fünf Arten haben ihre Areale in Griechenland (hier vermutlich ausgestorben), im westlichen, zentralen bis östlichen Asien.

## Beschreibung
Biebersteinia-Arten sind einjährige oder meist ausdauernde krautige Pflanzen. Sie bilden Rhizome oder Knollen als Überdauerungsorgane. Sie besitzen gelbe Drüsenhaare und einen starken Geruch. Die Laubblätter sind (zwei- bis dreifach) gefiedert. Die Fiederblättchen sind gelappt. Die Nebenblätter sind gestielt.
Es werden traubige Blütenstände gebildet. Die zwittrigen, radiärsymmetrischen Blüten sind fünfzählig. Es sind zehn Staubblätter und fünf Drüsen vorhanden. Fünf Fruchtblätter sind zu einem oberständigen Fruchtknoten verwachsen; es sind fünf Griffel und Narben vorhanden. Sie bilden Kapselfrüchte oder Nüsschen. Pro Fruchtblatt ist nur ein Same vorhanden.

## Systematik
Die Gattung Biebersteinia wurde 1806 durch Christian Friedrich Stephan in Zapiski Obshchestva Ispytatelei Prirody, Osnovannogo Pri Imperatorskom Moskovskom Universitetĕ, 1, S. 126 aufgestellt. Typusart ist Biebersteinia odora Stephan ex Fisch. Ein Homonym ist Biebersteinia Steph. ex Fisch. (Hort. Gorenk., 1808, S. 88). Der botanische Gattungsname Biebersteinia ehrt den deutschen Botaniker und Forschungsreisenden Friedrich August Freiherr Marschall von Bieberstein (1768–1826).
Früher gehörte die Gattung Biebersteinia zur Familie der Geraniaceae. Nach Alexandra N. Muellner, Dionyssios D. Vassiliades & Susanne S. Renner: Placing Biebersteiniaceae, a herbaceous clade of Sapindales, in a temporal and geographic context in Plant Systematics and Evolution, Volume 266, Issue 3–4, 2007, S. 233–252 bildet sie die eigene Familie Biebersteiniaceae Endl. innerhalb der Ordnung Sapindales.
In der Gattung Biebersteinia gibt es nur vier oder fünf Arten:
- Biebersteinia heterostemon Maxim.: Sie gedeiht in Höhenlagen zwischen 1000 und 3800 Meter in den chinesischen Provinzen Gansu, Ningxia, Qinghai, Sichuan sowie Xizang.
- Biebersteinia multifida DC. (Syn.: Biebersteinia rucheri Walp., Biebersteinia ambigua Jaub. & Spach, Biebersteinia aucheri Jaub. & Spach, Biebersteinia brachypetala Jaub. & Spach, Biebersteinia leiosepala Jaub. & Spach, Biebersteinia multifida var. straussii Hausskn. ex Bornm.): Sie ist in Asien von der südöstlichen Türkei bis zum Libanon und bis Zentralasien verbreitet.[2]
- Biebersteinia odora Stephan ex Fisch.: Sie ist in Asien in Russland, Tadschikistan, im nördlichen Pakistan, nördlichen Indien, Kaschmir, Kasachstan, Kirgisistan, in China (nur in Xinjiang und Xizang in Höhenlagen von (1600 bis) 4300 bis 5600 Meter) und in der Mongolei verbreitet.[2]
- Biebersteinia orphanidis Boiss.: Sie kommt nur in Kleinasien vor, das Vorkommen in Südgriechenland (Killini Oros) ist vermutlich erloschen.[3]